# Langå-Struer-banen
Langå-Struer-banen (korrekt navn: Jyske Nordvestbane) er en 102,4 km lang enkeltsporet jernbanestrækning i Midtjylland mellem Langå og Struer. Den blev åbnet i etaper 1863-65. Jernbanen ejes og vedligeholdes af Banedanmark, mens trafikken udføres af Arriva.

## Historie
Langå-Struer-banen var den anden jernbanestrækning i Nørrejylland efter Aarhus-Langå-Randers Jernbane, der blev åbnet i 1862. Jernbaneloven af 10. marts 1861 indeholdt en bane fra Langå over Viborg og Skive til et punkt ved Venø Bugt og videre til Holstebro. Banen blev bygget af det engelske entreprenørkonsortium Peto, Brassey and Betts for den danske stat.
Strækningen Langå-Viborg blev indviet 20. juli 1863 under festlige former med deltagelse af indenrigsministeren og blev åbnet for trafik dagen efter med to daglige tog i hver retning. Det videre arbejde blev påvirket af krigen i 1864. Den ufærdige strækning Viborg-Skive blev brugt flittigt under de danske styrkers tilbagetog mod Mors, men den blev først indviet officielt 17. oktober 1865. Strækningen Skive-Struer blev åbnet 17. november 1865.
I 1896 blev linjeføringen omkring Viborg omlagt, så den oprindelige station i Viborg, der var en rebroussementsstation, blev flyttet og ændret til en gennemkørselsstation.

## Strækningen
Langå-Struer-banen udgår fra sydenden af Langå Station, selv om en stor del af togene på strækningen gennem årene har haft endestation på Randers Station eller Århus Hovedbanegård. Fra Langå løber banen mod vest og følger Gudenåens nordside gennem stationsbyerne Ulstrup og Bjerringbro frem til Tange. Fra Tange fortsætter banen mod vest, indtil den efter Rødkærsbro fortsætter mod nordvest frem til Viborg. Fra Viborg løber banen igen mod vest indtil den efter Stoholm fortsætter mod nord frem til Højslev, hvorfra den igen løber mod vest frem til Skive. Fra Skive fortsætter banen mod sydvest indtil den efter Vinderup løber mod vest langs sydkysten af Venø Bugt frem til Struer, hvor den møder Den Vestjyske Længdebane kort før Struer Station.

## Trafik
Fra januar 2003 betjenes strækningen af Arriva. Desuden havde DSB to daglige Intercity-forbindelser til København H-Kastrup indtil køreplansskiftet 13. december 2020.

## Standsningssteder
- Langå Station (Lg) i km 0,0 – forbindelse med Den østjyske længdebane.
- Åbro trinbræt (Abt), nedlagt.
- Ulstrup Station (Up) i km 7,2. Fjernstyret krydsningsstation.
- Bjerringbro Station (Bj) i km 16,0.
- Tange billetsalgssted (Tan), nedlagt i 1979.
- Rødkærsbro Station (Rk) i km 26,9 – tidligere forbindelse med Silkeborg-Kjellerup-Rødkjærsbro Jernbane (SKRJ).
- Rindsholm Station (Rn) i km 34,3. Nedlagt i 1979, stadig krydsningsstation.
- Viborg Station (Vg) i km 40,2 – tidligere forbindelse med Himmerlandsbanerne, Herning-Viborg banen og Mariager-Faarup-Viborg Jernbane.
- Ravnstrup Station (Ra) i km 47,6. Signalteknisk station.
- Sparkær Station (Sp) i km 51,9, nedlagt i 1979 men genoprettet i 2022.
- Stoholm Station (Sm) i km 57,0.
- Søby trinbræt (Syt), nedlagt.
- Højslev Station (Hø) i km 64,9.
- Skive Station (Sk) i km 70,5 – tidligere forbindelse med Sallingbanen og Skive-Vestsalling Jernbane.
- Estvad (Est) i km 74,0. Gammelt firmaspor.
- Rønbjerg (Røb) i km 78,0. Nedlagt i 1979, stadig signalteknisk station.
- Hvidemose trinbræt (HvMo), nedlagt i 1971.
- Vinderup Station (Vp) i km 89,2. Nedgraderet til trinbræt i 1973, fortsat krydsningsstation.
- Handbjerg trinbræt (Han), nedlagt 26. maj 1979.
- Struer Station (Str) i km 102,4 – forbindelse med Struer-Holstebro Jernbane og Thybanen.

## Strækninger hvor nedlagt banetracé er bevaret

### Gennem Ravnstrup

#### 1864-tracéet
Banen gik oprindeligt gennem Ravnstrup. Det var den lige vej, fordi Viborgs første station var en rebroussementsstation, hvor både Langåbanen og Skivebanen kom ind fra syd. I nordkanten af Liselund Plantage er 1864-tracéet bevaret, delvis utilgængeligt, og længere vestpå bliver det genbrugt af små stykker grusvej. I alt er 1½ km af tracéet bevaret.
- Øst for Liseborgvej 47
- Transiggårdvej går her på banetracéet
- Ravnstrups gamle station på Gårsdalvej 17
- Kirkevej over Gårsdal Bæk i Ravnstrup

#### 1896-tracéet
I 1896 fik Viborg sin nuværende gennemkørselsstation, hvorfra Skivebanen fortsatte mod nordvest. I første omgang foretog man kun den mest nødvendige forlægning af banen: den drejede mod sydvest uden for Viborg og blev i en ret skarp kurve tilsluttet 1864-tracéet ved Transiggårdvej. 1 km af dette tracé er bevaret, men vanskeligt tilgængeligt.
- Banedæmning nordvest for Jegindøvej
- Sydvest for Holstebrovej
- Godt gemt tracé nord for Møgelkjærvej
- Banetracé tv. langs sydsiden af Møgelkjærvej
- 1896-tracéet fra højre blev her tilsluttet 1864-tracéet, hvis bevoksning ses tv. – den er ryddet i forgrunden

Med 1896-tracéet var det blevet en omvej at køre gennem Ravnstrup by. 26. oktober 1943 indviede man en 7 km lang forlægning af banen, så den nu skyder genvej nord om byen. Den nye strækning er 1,4 km kortere end den gamle, har større kurveradius og mindre stigninger. Ravnstrup fik samtidig en ny station på den forlagte strækning.

### Syd om Skive
Skive Station var i 1864 også anlagt som rebroussementsstation. Først i 1962 blev den nuværende gennemkørselsstation anlagt, hvilket krævede omlægning af Langå-Struer-banen på en 4 km lang strækning. 2 km af den gamle strækning tæt på Karup Å er bevaret som sti.
- Banestien starter ved Brårupgade
- Banestien krydser Søndre Boulevard
- Banestien går langs Ahornvænget
- Banestien krydser Karup Å